# Воробиевка (Полонский район)

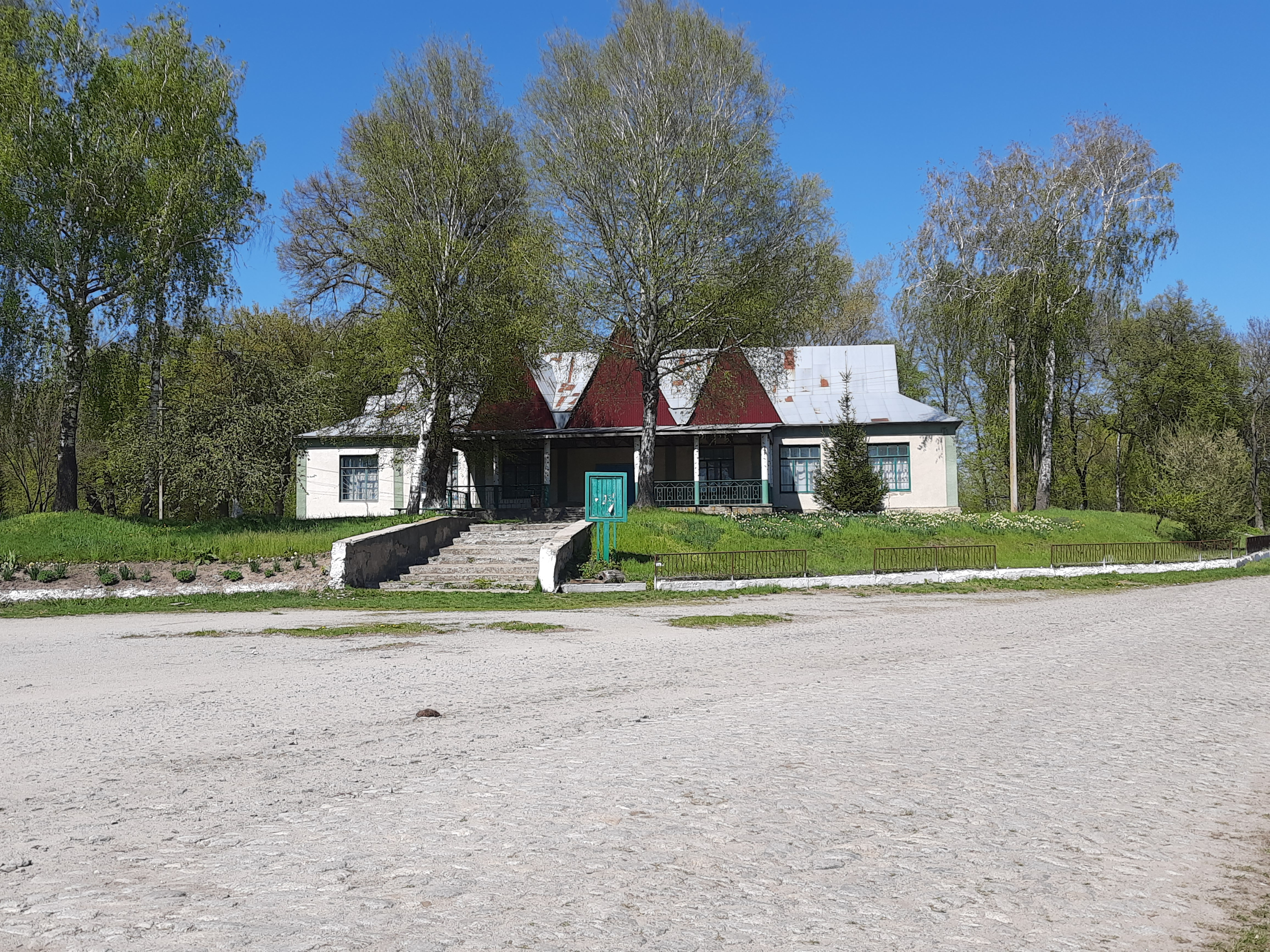
Дом культуры в Воробьевке,
Шепетовский район, Хмельницкая обл.

Воробиевка (укр. Воробіївка) — село в Полонском районе Хмельницкой области Украины.
Население составляет 626 человек. Почтовый индекс — 30545. Телефонный код — 3843. Занимает площадь 2,778 км².

## Местный совет
30545, Хмельницкая обл., Полонский р-н, с. Воробьёвка, ул. Дружбы, 1/1